# Porodaedalea laricis
Porodaedalea laricis är en svampart som först beskrevs av Jacz. ex Pilát, och fick sitt nu gällande namn av Niemelä 2005. Porodaedalea laricis ingår i släktet Porodaedalea och familjen Hymenochaetaceae.   Inga underarter finns listade i Catalogue of Life.
I den svenska databasen Dyntaxa används istället namnet Phellinus laricis för samma taxon.  Arten har ej påträffats i Sverige.